# Mikaelsorden

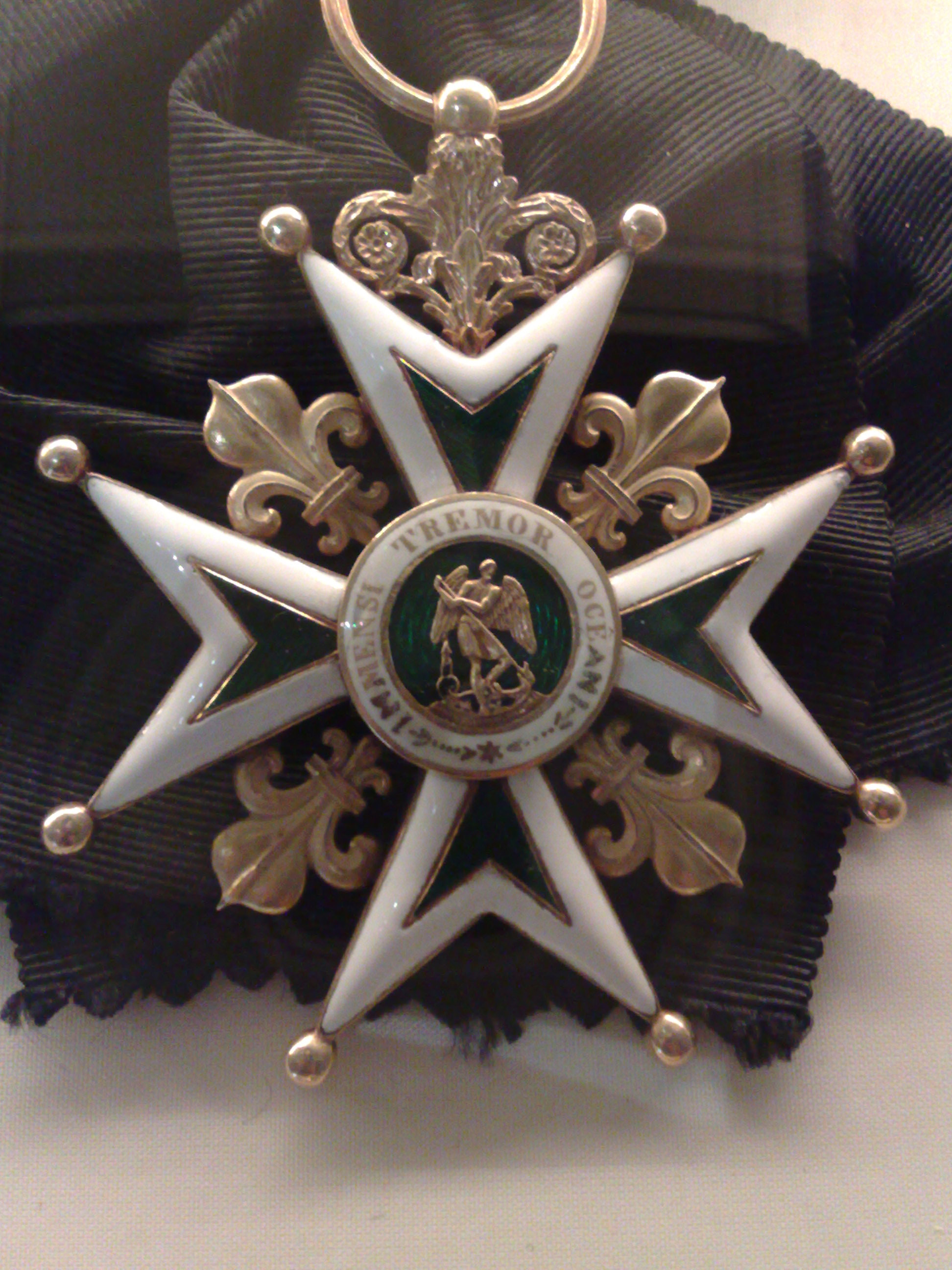
Mikaelsorden.

Mikaelsorden (franska: Ordre de Saint-Michel) var en fransk orden instiftad den 1 augusti 1469 av Ludvig XI. Den var ursprungligen inskränkt till 36 hovmän, sammanslogs 1578 med den av Henrik III då stiftade Helgeandsorden (Ordre du Saint-Esprit, upphävd 1791, återupplivad av Ludvig XVIII, upphörd 1830). Den återupplivades 1816 som belöning för vetenskap och konst och upphävdes 1830. 
Ordenstecknet var ett vitemaljerat åttauddigt gyllene kors med franska liljor i vinklarna och mittskölden framställande ärkeängeln Mikaels strid med draken. Gustav Vasa var en av denna ordens riddare.